# Jeremy Jordan (ur. 1984)
Jeremy Michael Jordan (ur. 20 listopada 1984 w Corpus Christi) – amerykański aktor, piosenkarz i tancerz.

## Filmografia
- 2008: Prawo i porządek: sekcja specjalna jako Doug Walshen
- 2012: Radośnie śpiewajmy jako Randy Garrity
- 2013: Smash jako Jimmy Collins
- 2013: Elementary jako Joey Castoro
- 2015: Prawo i porządek: sekcja specjalna jako Skye Adderson
- 2015-: Supergirl jako Winslow „Winn” Schott, Jr.
- 2017: Flash jako Grady / generał Winslow Schott, Jr.
- 2017–18: Zaplątani: Przygody Roszpunki jako Varian (głos)